# Liste der Brücken im Muskauer Park
Die Liste der Brücken im Muskauer Park enthält einen alphabetisch geordneten, tabellarischen Überblick mit Grundinformationen zu den Brücken. Im Park gibt es insgesamt 14 Brücken. Jede der Brücken ist in einem anderen Stil gebaut und hat ihre eigene Bedeutung.

## Erläuterungen
- Name = Bezeichnung der Brücke
- Funktion = wie die Brücke genutzt wird und was über die Brücke führt, siehe Brücke#Funktion
- Bauzeit = Errichtung in der heutigen Form, evtl. frühere Brücken an der Stelle sind unter Anmerkungen vermerkt.
- Konstruktion = Form und Konstruktion der Brücke, siehe Brücke#Form und Konstruktion
- Material = Material der Brücke, siehe Brücke#Material
- max. Weite = Stützweite des längsten Teilabschnitts zwischen zwei Auflagern in Meter
- Länge = Gesamtlänge der Brücke in Meter
- Breite = Gesamtbreite der Brücke in Meter

## Brücken im Muskauer Park
| Bild                                           | Name             | Funktion                                            | Bauzeit | Konstruktion              | Material                 | max. Weite | Länge   | Breite | Anmerkungen |
| ---------------------------------------------- | ---------------- | --------------------------------------------------- | ------- | ------------------------- | ------------------------ | ---------- | ------- | ------ | --- |
| Doppelbrücke (2011)                            | Doppelbrücke     | Fußgängerbrücke                                     | 1822    | Balkenbrücke              | Holz                     |            |         |        | |
| Eichseebrücke (2010)                           | Eichseebrücke    | Fußgängerbrücke                                     | 1830    | Bogenbrücke               | Stein                    |            |         |        | |
| Eisenbahnbrücke (2008)                         | Eisenbahnbrücke  | ursprünglich Eisenbahnbrücke, jetzt Fuß- und Radweg | 1897/98 | Fachwerk/Fischbauchträger | Stahl                    |            |         |        | Die Brücke der Bahnstrecke Lubsko–Bad Muskau war bis zum Beitritt Polens zum Schengenraum gesperrt. Seit Mai 2015 ist sie saniert und als Radweg freigegeben. |
| Englische Brücke, im Okt. 2011 wieder eröffnet | Englische Brücke | Fußgängerbrücke                                     | 1822    | Balkenbrücke              | Holz                     |            | 60,78 m | 4,70 m | Wiedererrichtung der Englischen Brücke im Jahr 2011 abgeschlossen.                                                                                            |
| Fuchsienbrücke (1985)                          | Fuchsienbrücke   | Fußgängerbrücke                                     | 1826    | Bogenbrücke               | Gusseisen                |            |         |        | Von Keulahütte gegossen |
| Karpfenbrücke (2010)                           | Karpfenbrücke    | Fußgängerbrücke                                     | 1826    | Balkenbrücke              |                          |            |         |        | |
| Prinzenbrücke (2011)                           | Prinzenbrücke    | Fußgängerbrücke                                     | 1854    | Bogenbrücke               | Stein                    |            |         |        | |
| Postbrücke (2006)                              | Postbrücke       | Straßenbrücke                                       | 1893    | Bogenbrücke               |                          |            |         |        | |
| Rehderbrücke (2010)                            | Rehderbrücke     | Fußgängerbrücke                                     | 1826    | Balkenbrücke              |                          |            |         |        | |
|                                                | Reithallenbrücke | Fußgängerbrücke                                     | 1960/61 | Balkenbrücke              | Holz                     |            |         |        | |
|                                                | Rote Brücke      | Fußgängerbrücke                                     |         |                           |                          |            |         |        | |
| Schäferbrücke (2010)                           | Schäferbrücke    | Fußgängerbrücke                                     | 1829    | Bogenbrücke               | Stein                    |            |         |        | |
|                                                | Schlossbrücke    | Fußgängerbrücke                                     | 1826    |                           | Metall-Holz-Konstruktion |            |         |        | vom Kavalierhaus zum Neuen Schloss |
|                                                | Straßenbrücke    | Fußgängerbrücke                                     | 1822    | Balkenbrücke              |                          |            |         |        | |